# EHÁZ
Az eHÁZ egy magyarországi felhő-alapú társasházkezelő rendszer, amely 2013 márciusában állt kereskedelmi forgalomba. A megoldás lehetővé teszi az üvegzseb-alapú társasházkezelést, az egyes társasházi lakások tulajdonosai internetes, vagy mobilos felületen beléphetnek és nyomon követhetik saját ingatlanjaikra vonatkozó fizetési kötelezettségeket, melyeket a társasházkezelők, illetve közös képviselők is ebben a programban tartanak nyilván.
A rendszer webes technológiára épül, webböngészőből kezelhető, nem kell telepíteni hozzá külön szoftvert. A társasház adminisztrációra fordított idejét ötödére csökkenti. A lakók, bérlők a felületen keresztül láthatják a befizetett számlákat, értesülnek tartozásaikról, és megtekinthetik a házzal kapcsolatos dokumentumokat, jegyzőkönyveket, vagy a többi lakó vagy a közös képviselő által írt üzeneteket. Az eHÁZ 2019-ben és 2022-ben is Magyar Brands díjat kapott, 2022-ben a Forbes a magyarországi TOP50 Cloud szoftvere közé választotta be.